# Scoundrel Days
Scoundrel Days é o segundo álbum de estúdio da banda norueguesa A-ha. Foi lançado em 6 de outubro de 1986 pela Warner Bros. Records.
Scoundrel Days foi o segundo álbum de maior sucesso da banda, com cerca de 6 milhões de cópias vendidas mundialmente, perdendo apenas para o anterior Hunting High and Low (que vendeu 10 milhões). Entretanto, foi com este álbum que o A-ha ganhou reconhecimento internacional, se tornando uma das bandas mais influentes da década de 80. Foi certificado com Disco de Platina no Reino Unido e Suíça e Disco de Ouro na Alemanha e no Brasil.
O álbum foi gravado no estúdio RG Jones, na Inglaterra. Graças ao uso de novos equipamentos (especialmente sintetizadores), a banda conseguiu produzir músicas mais harmônicas e bem-estruturadas com arranjos mais complexos.
O álbum incluiu hits como I've Been Losing You (#8 no Reino Unido), Cry Wolf (#5 no Reino Unido e #50 nos Estados Unidos) e Manhattan Skyline (#13 no Reino Unido). A própria faixa-título Scoundrel Days, apesar de não ter sido lançada como single, também fez um grande sucesso e é considerada um dos grandes clássicos da banda. Outra canção de bastante sucesso desse álbum foi The Swing of Things (que, anos mais tarde, teria um de seus trechos de sua letra utilizados para batizar o álbum ao vivo How Can I Sleep with Your Voice in My Head de 2003).
| Críticas profissionais                                                      | Críticas profissionais |
| Avaliações da crítica                                                       | Avaliações da crítica  |
| Fonte                                                                       | Avaliação              |
| --------------------------------------------------------------------------- | ---------------------- |
| Q Magazine                                                                  | [ 2 ]                  |
| allmusic                                                                    | [ 3 ]                  |
| Rolling Stone                                                               | [ 4 ]                  |
| Musicfolio                                                                  | [ 5 ]                  |
| Esta tabela precisa de ser acompanhada por texto em prosa. Consulte o guia. |                        |

## Faixas
1. Scoundrel Days (Furuholmen/Waaktaar) – 3:56
2. The Swing of Things (Waaktaar) – 4:14
3. I've Been Losing You (Waaktaar) – 4:24
4. October (Waaktaar) – 3:48
5. Manhattan Skyline* (Furuholmen/Waaktaar) – 4:52
6. Cry Wolf* (Furuholmen/Waaktaar) – 4:05
7. We're Looking for the Whales (Furuholmen/Waaktaar) – 3:39
8. The Weight of the Wind (Furuholmen) – 3:57
9. Maybe, Maybe* (Waaktaar)– 2:34
10. Soft Rains of April (Furuholmen/Waaktaar) – 3:12

Obs:as músicas marcadas com * foram lançadas como single.

## Créditos
- Morten Harket – Vocal
- Magne Furuholmen – Teclados, vocal
- Paul Waaktaar-Savoy – Guitarra, vocal
- Michael Sturgis - Bateria nas músicas 2, 3 e 10
- Leif Karsten Johansen - Baixo na música 3

## Posições

### Álbum
| Parada musical                  | Melhor posição |
| ------------------------------- | -------------- |
| Áustria - Ö3 Austria Top 40     | 9              |
| Suécia - Sverigetopplistan      | 11             |
| Noruega - VG-lista              | 1              |
| Estados Unidos - Billboard 200  | 74             |
| Reino Unido - UK Albums Chart   | 2              |
| Alemanha - Media Control Charts | 4              |
| Itália - FIMI                   | 1              |
| Canadá - Canadian Albums Chart  | 33             |

### Singles
| Ano  | Nome                   | País                 | Posição |
| ---- | ---------------------- | -------------------- | ------- |
| 1986 | "I've Been Losing You" | Noruega              | 1       |
| 1986 | "I've Been Losing You" | Suécia               | 11      |
| 1986 | "I've Been Losing You" | Aústria              | 20      |
| 1986 | "I've Been Losing You" | Suíça                | 16      |
| 1986 | "I've Been Losing You" | Inglaterra           | 8       |
| 1986 | "I've Been Losing You" | Irlanda              | 3       |
| 1986 | "I've Been Losing You" | França               | 14      |
| 1986 | "I've Been Losing You" | Alemanha             | 15      |
| 1986 | "I've Been Losing You" | Itália               | 11      |
| 1986 | "Cry Wolf"             | US Billboard Hot 100 | 50      |
| 1986 | "Cry Wolf"             | Noruega              | 2       |
| 1986 | "Cry Wolf"             | Suíça                | 27      |
| 1986 | "Cry Wolf"             | Inglaterra           | 5       |
| 1986 | "Cry Wolf"             | Irlanda              | 4       |
| 1986 | "Cry Wolf"             | França               | 35      |
| 1986 | "Cry Wolf"             | Alemanha             | 20      |
| 1987 | "Manhattan Skyline"    | Inglaterra           | 10      |
| 1987 | "Manhattan Skyline"    | Irlanda              | 3       |
| 1987 | "Manhattan Skyline"    | Noruega              | 4       |
| 1987 | "Manhattan Skyline"    | Alemanha             | 28      |